# Grande Prêmio da Bélgica de 2000
Resultados do Grande Prêmio da Bélgica de Fórmula 1 realizado em Spa-Francorchamps em 27 de agosto de 2000. Décima terceira etapa da temporada, foi vencido pelo finlandês Mika Häkkinen, da McLaren-Mercedes.

## Resumo
A corrida teve momentos de pista molhada e pista seca, e presenciou um feroz duelo entre os postulantes do título da temporada, Mika Häkkinen e Michael Schumacher.
Após duas trocas de posições, a prova foi decidida faltando três voltas para o final: Schumacher liderava desde a volta 28, quando, com a pista seca, Hakkinen se aproximou. Schumacher estava a colocar uma volta sobre o brasileiro Ricardo Zonta, da BAR, na reta Kemmel, quando Hakkinen, que vinha logo atrás, aproveitou o vácuo gerado pelos dois carros, e protagonizou uma das mais espetaculares ultrapassagens da história da Fórmula 1. Assim, o finlandês da McLaren garantiu a vitória e seis pontos de vantagem sobre o alemão da Ferrari, que cruzou em segundo.
Ralf Schumacher, da Williams, completou o pódio em terceiro. 

## Classificação da prova

### Treino oficial
| 1                         | 1  | Mika Häkkinen         | McLaren-Mercedes   | 1:50:646 |         |
| 2                         | 6  | Jarno Trulli          | Jordan-Mugen/Honda | 1:51.419 | + 0.773 |
| 3                         | 10 | Jenson Button         | Williams-BMW       | 1:51.444 | + 0.798 |
| 4                         | 3  | Michael Schumacher    | Ferrari            | 1:51.552 | + 0.906 |
| 5                         | 2  | David Coulthard       | McLaren-Mercedes   | 1:51.587 | + 0.941 |
| 6                         | 9  | Ralf Schumacher       | Williams-BMW       | 1:51.743 | + 1.097 |
| 7                         | 22 | Jacques Villeneuve    | BAR-Honda          | 1:51.799 | + 1.153 |
| 8                         | 5  | Heinz-Harald Frentzen | Jordan-Mugen/Honda | 1:51.926 | + 1.280 |
| 9                         | 8  | Johnny Herbert        | Jaguar-Cosworth    | 1:52.242 | + 1.596 |
| 10                        | 4  | Rubens Barrichello    | Ferrari            | 1:52.444 | + 1.798 |
| 11                        | 11 | Giancarlo Fisichella  | Benetton-Playlife  | 1:52.796 | + 2.110 |
| 12                        | 7  | Eddie Irvine          | Jaguar-Cosworth    | 1:52.885 | + 2.239 |
| 13                        | 23 | Ricardo Zonta         | BAR-Honda          | 1:53.002 | + 2.356 |
| 14                        | 15 | Nick Heidfeld         | Prost-Peugeot      | 1:53.193 | + 2.547 |
| 15                        | 16 | Pedro Paulo Diniz     | Sauber-Petronas    | 1:53.211 | + 2.565 |
| 16                        | 18 | Pedro de La Rosa      | Arrows-Supertec    | 1:53.237 | + 2.591 |
| 17                        | 14 | Jean Alesi            | Prost-Peugeot      | 1:53.309 | + 2.663 |
| 18                        | 17 | Mika Salo             | Sauber-Petronas    | 1:53.357 | + 2.711 |
| 19                        | 12 | Alexander Wurz        | Benetton-Playlife  | 1:53.403 | + 2.757 |
| 20                        | 19 | Jos Verstappen        | Arrows-Supertec    | 1:53.912 | + 3.266 |
| 21                        | 20 | Marc Gené             | Minardi-Fondmetal  | 1:54.680 | + 4.034 |
| 22                        | 21 | Gastón Mazzacane      | Minardi-Fondmetal  | 1:54.784 | + 4.138 |
| Limite dos 107%: 1:58.391 |    |                       |                    |          |         |
| Fonte:                    |    |                       |                    |          |         |

### Corrida
| Pos.   | Nº | Piloto                | Construtor         | Voltas | Tempo/Diferença | Grid | Pontos |
| ------ | -- | --------------------- | ------------------ | ------ | --------------- | ---- | ------ |
| 1      | 1  | Mika Häkkinen         | McLaren-Mercedes   | 44     | 1:28:14.494     | 1    | 10     |
| 2      | 3  | Michael Schumacher    | Ferrari            | 44     | + 1.104         | 4    | 6      |
| 3      | 9  | Ralf Schumacher       | Williams-BMW       | 44     | + 38.096        | 6    | 4      |
| 4      | 2  | David Coulthard       | McLaren-Mercedes   | 44     | + 43.281        | 5    | 3      |
| 5      | 10 | Jenson Button         | Williams-BMW       | 44     | + 49.914        | 3    | 2      |
| 6      | 5  | Heinz-Harald Frentzen | Jordan-Mugen/Honda | 44     | + 55.984        | 8    | 1      |
| 7      | 22 | Jacques Villeneuve    | BAR-Honda          | 44     | + 1:12.380      | 7    |        |
| 8      | 8  | Johnny Herbert        | Jaguar-Cosworth    | 44     | + 1:27.808      | 9    |        |
| 9      | 17 | Mika Salo             | Sauber-Petronas    | 44     | + 1:28.670      | 18   |        |
| 10     | 7  | Eddie Irvine          | Jaguar-Cosworth    | 44     | + 1:31.555      | 12   |        |
| 11     | 16 | Pedro Paulo Diniz     | Sauber-Petronas    | 44     | + 1:34.123      | 15   |        |
| 12     | 23 | Ricardo Zonta         | BAR-Honda          | 43     | + 1 volta       | 13   |        |
| 13     | 12 | Alexander Wurz        | Benetton-Playlife  | 43     | + 1 volta       | 19   |        |
| 14     | 20 | Marc Gené             | Minardi-Fondmetal  | 43     | + 1 volta       | 21   |        |
| 15     | 19 | Jos Verstappen        | Arrows-Supertec    | 43     | + 1 volta       | 20   |        |
| 16     | 18 | Pedro de La Rosa      | Arrows-Supertec    | 42     | + 2 voltas      | 16   |        |
| 17     | 21 | Gastón Mazzacane      | Minardi-Fondmetal  | 42     | + 2 voltas      | 22   |        |
| Ret    | 4  | Rubens Barrichello    | Ferrari            | 32     | Pressão do óleo | 10   |        |
| Ret    | 14 | Jean Alesi            | Prost-Peugeot      | 32     | Pressão do óleo | 17   |        |
| Ret    | 15 | Nick Heidfeld         | Prost-Peugeot      | 12     | Motor           | 14   |        |
| Ret    | 11 | Giancarlo Fisichella  | Benetton-Playlife  | 8      | Pane elétrica   | 11   |        |
| Ret    | 6  | Jarno Trulli          | Jordan-Mugen/Honda | 4      | Colisão         | 2    |        |
| Fonte: |    |                       |                    |        |                 |      |        |

## Tabela do campeonato após a corrida
|   | Pos. | Piloto             | Pontos |
| - | ---- | ------------------ | ------ |
|   | 1    | Mika Häkkinen      | 74     |
|   | 2    | Michael Schumacher | 68     |
|   | 3    | David Coulthard    | 61     |
|   | 4    | Rubens Barrichello | 49     |
| 1 | 5    | Ralf Schumacher    | 20     |

|  | Pos. | Construtor         | Pontos |
|  | ---- | ------------------ | ------ |
|  | 1    | McLaren-Mercedes   | 125    |
|  | 2    | Ferrari            | 117    |
|  | 3    | Williams-BMW       | 30     |
|  | 4    | Benetton-Playlife  | 18     |
|  | 5    | Jordan-Mugen/Honda | 13     |

- Nota: Somente as primeiras cinco posições estão listadas.